# Barham (Suffolk)
Barham – wieś w Anglii, w hrabstwie Suffolk, w dystrykcie Mid Suffolk. Leży 8 km na północny zachód od miasta Ipswich i 109 km na północny wschód od Londynu. W 2001 miejscowość liczyła 1377 mieszkańców.